# Liste des œuvres d'art de Clermont-Ferrand
Pour un article plus général, voir Liste des œuvres d'art du Puy-de-Dôme.
 (février 2023).
Cet article recense une partie des œuvres d'art dans l'espace public de Clermont-Ferrand, en France.

## Liste

### Sculptures
| Œuvre                             | Auteur                            | Localisation                                                                                               | Notes                                          | Installation                             | Coordonnées                      | Illustration                      |
| --------------------------------- | --------------------------------- | --- | ---------------------------------------------- | ---------------------------------------- | -------------------------------- | --------------------------------- |
| Fontaine de Byblis                | Jean Camus                        | Jardin Lecoq                                                                                               |                                                | 1905                                     | 45° 46′ 24″ nord, 3° 05′ 16″ est | Byblis pleure                     |
| Cellule                           | Serge Homs                        | Faculté de médecine et de pharmacie                                                                        |                                                | 1977                                     | 45° 45′ 31″ nord, 3° 05′ 23″ est | Image manquante                   |
| Colombe                           | Joseph Lacasse                    | Université Clermont Auvergne (UFR lettres, langues et sciences humaines, hall)                             | Mosaïque                                       | 1971                                     | 45° 46′ 18″ nord, 3° 05′ 28″ est | Colombe                           |
| Fenêtre (ou Boule erratique)      | Takashi Naraha                    | Parc de Montjuzet                                                                                          |                                                | À déterminer                             | 45° 47′ 18″ nord, 3° 04′ 28″ est | Fenêtre                           |
| Fleur du volcan                   | Caroline Lee                      | Faculté de médecine et de pharmacie                                                                        |                                                | À déterminer                             | 45° 45′ 33″ nord, 3° 05′ 23″ est | Fleur du volcan                   |
| La France                         | Antoine Bourdelle                 | École de droit                                                                                             |                                                | 1923                                     | 45° 46′ 16″ nord, 3° 05′ 22″ est | Image manquante                   |
| Le Général Desaix                 | Charles-François Nanteuil-Leboeuf | Place de Jaude                                                                                             |                                                | 1844                                     | 45° 46′ 33″ nord, 3° 04′ 56″ est | Le Général Desaix                 |
| L'Habitant du volcan              | Caroline Lee                      | Faculté de médecine et de pharmacie                                                                        |                                                | 1977                                     | 45° 45′ 34″ nord, 3° 05′ 22″ est | L'Habitant du volcan              |
| Henri Lecoq                       | Jean-Baptiste Chalonnax           | Jardin Lecoq                                                                                               | Buste Restauré en 1994                         | 1872                                     | 45° 46′ 23″ nord, 3° 05′ 18″ est | Henri Lecoq                       |
| Jean Domat                        | Gustave Gournier                  | École de droit                                                                                             |                                                | 1863?                                    | 45° 46′ 16″ nord, 3° 05′ 21″ est | Jean Domat                        |
| Pierre-Alphonse Julien            | Jean Camus                        | Jardin Lecoq                                                                                               | Buste                                          | 1905                                     | 45° 46′ 24″ nord, 3° 05′ 15″ est | Alphonse Julien                   |
| La lutte de Jacob et de l'ange    | Auguste Carli                     | Place Michel-de-l'Hôpital                                                                                  |                                                | 1902                                     | 45° 46′ 37″ nord, 3° 05′ 19″ est | La lutte de Jacob et de l'ange    |
| La Maîtrise du mal                | Caroline Lee                      | Faculté de médecine et de pharmacie                                                                        |                                                | 1977                                     | 45° 45′ 36″ nord, 3° 05′ 21″ est | La Maîtrise du mal                |
| Méditation de la Bergère          | Raoul Mabru                       | Square devant la Préfecture, boulevard Desaix                                                              |                                                | À déterminer                             | 45° 46′ 38″ nord, 3° 05′ 00″ est | Image manquante                   |
| Dans La mémoire des crapauds      | Mark Brusse                       | Jardin Lecoq (initialement installé dans l'ancien square Conchon-Quinette/place de la Résistance, en 1996) |                                                | 2010 (1996 dans son emplacement initial) | 45° 46′ 21″ nord, 3° 05′ 19″ est | La Mémoire des crapauds           |
| Mobile                            | Yves Guérin                       | Rond-point de la Pardieu                                                                                   |                                                | 1987                                     | 45° 45′ 40″ nord, 3° 07′ 56″ est | Image manquante                   |
| Monument à Aloÿs Claussmann       | Maurice Vaury                     | 75 rue Blatin                                                                                              | Inauguré square Blaise-Pascal, déplacé ensuite | 1932                                     | 45° 46′ 35″ nord, 3° 04′ 31″ est | Image manquante                   |
| Nu au bain                        | Jean-Paul Lesbre                  | Jardin Lecoq                                                                                               |                                                | 1987                                     | à géolocaliser                   | Image manquante                   |
| L’œil                             | Alexandre Cubizolles              | Place Michel-de-l'Hôpital                                                                                  |                                                | 2001                                     | 45° 46′ 37″ nord, 3° 05′ 19″ est | L’œil                             |
| Blaise Pascal                     | Eugène Guillaume                  | Square Blaise-Pascal                                                                                       |                                                | À déterminer                             | 45° 46′ 49″ nord, 3° 05′ 04″ est | Blaise Pascal                     |
| Philippe Glangeaud                | Maurice Vaury                     | Jardin Lecoq                                                                                               | Buste                                          | À déterminer                             | 45° 46′ 16″ nord, 3° 05′ 15″ est | Philippe Glangeaud                |
| Racine                            | Jean Chauchard                    | Parc de Montjuzet                                                                                          | Don de Claire et Roger Quilliot                | À déterminer                             | 45° 47′ 21″ nord, 3° 04′ 17″ est | Racine                            |
| Sans titre                        | Alain Lantéro                     | Avenue du Brézet                                                                                           |                                                | À déterminer                             | 45° 46′ 46″ nord, 3° 08′ 12″ est | Image manquante                   |
| Sans titre                        | Satoru Satō                       | Parc du Creux de l'Enfer                                                                                   |                                                | À déterminer                             | 45° 45′ 57″ nord, 3° 06′ 55″ est | Sans titre, Satoru Satō           |
| Sans titre                        | Ralph Stackpole                   | Jardin Lecoq                                                                                               |                                                | 1980                                     | à géolocaliser                   | Sans titre, Ralph Stackpole       |
| Sans titre                        | Robert Ascain                     | Université Clermont Auvergne (faculté de droit, hall)                                                      |                                                | 1971                                     | 45° 46′ 16″ nord, 3° 05′ 21″ est | Image manquante                   |
| Sculpture                         | À déterminer                      | Place Francis-Ponge                                                                                        |                                                | À déterminer                             | 45° 46′ 48″ nord, 3° 04′ 59″ est | Image manquante                   |
| Sculpture                         | À déterminer                      | Place de Regensburg                                                                                        |                                                | À déterminer                             | à géolocaliser                   | Image manquante                   |
| Nymphea cubique                   | Laurent Sarpedon                  | Place Francis-Ponge                                                                                        |                                                | À déterminer                             | à géolocaliser                   | Image manquante                   |
| Statue équestre de Vercingétorix  | Auguste Bartholdi                 | Place de Jaude                                                                                             | Classé MH (1994)                               | 1903                                     | 45° 46′ 37″ nord, 3° 04′ 54″ est | Statue équestre de Vercingétorix  |
| La Tentation                      | Yves Guérin                       | 25 rue du Port                                                                                             |                                                | À déterminer                             | 45° 46′ 49″ nord, 3° 05′ 17″ est | Image manquante                   |
| Terrasses de la Terre et de l'Air | Étienne-Martin                    | Place du 1er-Mai                                                                                           |                                                | 1984                                     | 45° 47′ 07″ nord, 3° 06′ 00″ est | Terrasses de la Terre et de l'Air |
| Alexandre Varenne                 | Jean Mosnier                      | Place Alexandre-Varenne                                                                                    | Buste                                          | 1965                                     | 45° 46′ 36″ nord, 3° 04′ 39″ est | Alexandre Varenne                 |
| La fontaine des peuples           | Yacine A                          | Parc de la Fraternité                                                                                      |                                                | 1987                                     | 45° 48′ 46″ nord, 3° 06′ 15″ est | Parc de la Fraternité             |
| Mercure                           | Dani Karavan                      | Parc de la Fraternité                                                                                      |                                                | 1996/1997                                | 45° 48′ 53″ nord, 3° 06′ 13″ est | Parc de la Fraternité             |
| Alidade                           | Jean-Pierre Saint-Roch            | Gare de Clermont-La Pardieu                                                                                | Symposium de sculpture monumentale (1996-1997) | 1996-1997                                | 45° 46′ 00″ nord, 3° 08′ 02″ est | Alidade                           |
| Sans titre                        | Alain Lantero                     | 45 Rue du Clos Four                                                                                        | Siège du journal La Montagne                   | 2014                                     | 45° 47′ 16″ nord, 3° 06′ 03″ est | Image manquante                   |

### Fontaines
| Œuvre                                             | Auteur                    | Localisation                                                                            | Notes                                    | Installation           | Coordonnées                      | Illustration                                      |
| ------------------------------------------------- | ------------------------- | --------------------------------------------------------------------------------------- | ---------------------------------------- | ---------------------- | -------------------------------- | ------------------------------------------------- |
| Fontaine d'Amboise                                | Chapart                   | Square Olympe de Gouge anciennement Place de la Poterne                                 | Classé MH (1886)                         | 1515                   | 45° 46′ 49″ nord, 3° 05′ 09″ est | Fontaine d'Amboise                                |
| Cathédrale de l'Eau                               | Jean Chauchard            | Square Aimé-Coulaudon                                                                   |                                          | 1985, déplacée en 2004 | 45° 46′ 25″ nord, 3° 04′ 33″ est | Cathédrale de l'Eau                               |
| Fontaine Delille                                  | Antoine Durenne           | Place Delille                                                                           | Inscrit MH (2007)                        | 1855                   | 45° 46′ 49″ nord, 3° 05′ 29″ est | Fontaine Delille                                  |
| Fontaine de la Flèche                             | À déterminer              | Boulevard Trudaine, rue des Archers                                                     | Inscrit MH (1990)                        | À déterminer           | 45° 46′ 44″ nord, 3° 05′ 24″ est | Fontaine de la Flèche                             |
| Fontaine                                          | À déterminer              | Square de la Jeune-Résistance                                                           |                                          | À déterminer           | 45° 46′ 37″ nord, 3° 05′ 48″ est | Fontaine                                          |
| Fontaines                                         | Agis-Léon Ledru           | Hôtel de ville                                                                          |                                          | 1848                   | 45° 46′ 48″ nord, 3° 05′ 10″ est | Fontaines                                         |
| Fontaine du génie des eaux                        | À déterminer              | Jardin Lecoq                                                                            | Provient de l'ancien château de l'Oradou | À déterminer           | à géolocaliser                   | Fontaine du génie des eaux                        |
| Fontaine d'induction chromatique double fréquence | Carlos Cruz-Díez          | Parc de Montjuzet                                                                       |                                          | 1996                   | 45° 47′ 20″ nord, 3° 04′ 25″ est | Fontaine d'induction chromatique double fréquence |
| Fontaine au linteau sculpté                       | À déterminer              | 1 rue Notre-Dame-du-Port                                                                | Inscrit MH (1987)                        | À déterminer           | 45° 46′ 50″ nord, 3° 05′ 20″ est | Image manquante                                   |
| Fontaine des pélerins                             | À déterminer              | 61 rue du Port                                                                          |                                          | À déterminer           | 45° 46′ 49″ nord, 3° 05′ 24″ est | Fontaine des pélerins                             |
| Fontaine du Lion                                  | À déterminer              | Rue Kléber                                                                              | Inscrit MH (1931)                        | À déterminer           | 45° 47′ 31″ nord, 3° 06′ 51″ est | Fontaine du Lion                                  |
| Fontaine des Lions                                | À déterminer              | Rue des Petits-Gras                                                                     | Inscrit MH (1990)                        | À déterminer           | 45° 46′ 42″ nord, 3° 05′ 01″ est | Fontaine des Lions                                |
| La Pyramide                                       | Joseph Chinard            | Boulevard Lafayette, avenue Vercingétorix, rue Ballainvilliers, boulevard Léon Malfreyt | Inscrit MH (1992)                        | À déterminer           | 45° 46′ 26″ nord, 3° 05′ 12″ est | La Pyramide                                       |
| Fontaine des Quatre-Saisons                       | À déterminer              | Place de la Rodade                                                                      | Inscrit MH (1992)                        | À déterminer           | 45° 47′ 36″ nord, 3° 06′ 35″ est | Fontaine des Quatre-Saisons                       |
| Fontaine Saint-Genès                              | À déterminer              | Place Royale                                                                            |                                          | À déterminer           | 45° 46′ 39″ nord, 3° 05′ 08″ est | Fontaine Saint-Genès                              |
| Sans titre                                        | Louis-Emmanuel Chavignier | 1 rue Ledru                                                                             |                                          | 1968                   | 45° 46′ 14″ nord, 3° 05′ 20″ est | Sans titre                                        |
| Fontaine du Terrail                               | À déterminer              | Place du Terrail                                                                        | Inscrit MH (1987)                        | 1684                   | 45° 46′ 42″ nord, 3° 05′ 15″ est | Fontaine du Terrail                               |
| Fontaine d'Urbain II                              | Henri Gourgouillon        | Place de la Victoire                                                                    | Inscrit MH (1994)                        | 1898                   | 45° 46′ 41″ nord, 3° 05′ 09″ est | Fontaine d'Urbain II                              |
| Fontaine Wallace                                  | Charles-Auguste Lebourg   | Place de Jaude                                                                          |                                          | À déterminer           | 45° 46′ 40″ nord, 3° 04′ 56″ est | Fontaine Wallace                                  |

### Monuments aux morts
| Œuvre                                             | Auteur                      | Localisation             | Notes                                             | Installation | Coordonnées                      | Illustration                                      |
| ------------------------------------------------- | --------------------------- | ------------------------ | ------------------------------------------------- | ------------ | -------------------------------- | ------------------------------------------------- |
| Monument aux morts d'Afrique du Nord              | Gustave Gournier            | Place d'Espagne          |                                                   | À déterminer | 45° 46′ 52″ nord, 3° 05′ 24″ est | Monument aux morts d'Afrique du Nord              |
| Monument aux morts de la guerre de 1870           | François-Louis Jarrier      | Cimetière des Carmes     |                                                   | 1877         | 45° 47′ 01″ nord, 3° 05′ 46″ est | Monument aux morts de la guerre de 1870           |
| Monument aux morts de la Première Guerre mondiale | Jean Camus, André Papillard | Cimetière des Carmes     | Classé MH (2021)                                  | 1924         | 45° 47′ 01″ nord, 3° 05′ 46″ est | Monument aux morts de la Première Guerre mondiale |
| Monument aux résistants                           | Gustave Gournier            | Cimetière des Carmes     | Monument du massacre de Cisternes-la-Forêt (1944) | À déterminer | à géolocaliser                   | Monument aux résistants                           |
| Monument aux morts de la Seconde Guerre mondiale  | Gustave Gournier            | À déterminer             |                                                   | À déterminer | à géolocaliser                   | Monument aux morts de la Seconde Guerre mondiale  |
| Monument aux morts de la Seconde Guerre mondiale  | E. Chirac                   | La Glacière              |                                                   | À déterminer | à géolocaliser                   | Image manquante                                   |
| Monument aux morts de la Seconde Guerre mondiale  | Gustave Gournier            | Rue Verlaine             |                                                   | À déterminer | à géolocaliser                   | Monument aux morts de la Seconde Guerre mondiale  |
| Monument aux morts de la Seconde Guerre Mondiale  | À déterminer                | Rue Diderot              |                                                   | À déterminer | 45° 48′ 16″ nord, 3° 06′ 49″ est | Monument aux morts de la Seconde Guerre Mondiale  |
| Monument aux morts                                | Jean Camus                  | Cimetière de Montferrand |                                                   | À déterminer | à géolocaliser                   | Image manquante                                   |
| Monument aux morts                                | Maurice Vaury               | Place Salford            |                                                   | À déterminer | 45° 46′ 46″ nord, 3° 05′ 33″ est | Monument aux morts                                |

### Œuvres disparues ou retirées
| Œuvre                                    | Auteur             | Localisation          | Notes | Installation | Coordonnées    | Illustration                                                                             |
| ---------------------------------------- | ------------------ | --------------------- | --- | ------------ | -------------- | ---------------------------------------------------------------------------------------- |
| Monument du centenaire de la Révolution, | Henri Gourgouillon | Boulevard Desaix      | Fondu sous le régime de Vichy, dans le cadre de la mobilisation des métaux non ferreux.                       | 1889         | à géolocaliser | Image manquante                                                                          |
| Sans titre                               | Gustave Gournier   | Place Edmond-Lemaigre | Plaque en pierre de Volvic rappelant l'emplacement de la maison natale de Blaise Pascal, aujourd'hui démonté. | 1962         | à géolocaliser | Sans titre« La Maison de Clermont », sur blaisepascal.bibliotheques-clermontmetropole.eu |